# Заслуженный художник Республики Марий Эл
Заслуженный художник Республики Марий Эл (луговомар. Марий Эл Республикын сулло сӱретчыже) — государственная награда, почётное звание Республики Марий Эл.

## История
Учреждено Указом Президиума Верховного Совета Марийской АССР от 23 декабря 1990 года.

## Основания награждения
Установлено для высокопрофессиональных художников, создавших произведения живописи, скульптуры, графики, монументального, декоративно-прикладного, оформительского, театрального искусства, которые получили общественное признание.
Присваивается Главой Республики Марий Эл (ранее Президиумом Верховного Совета Марийской АССР) с вручением удостоверения и нагрудного знака. На 1 июля 2008 года звания удостоены 19 человек.

## Список обладателей почётного звания
- Карпеев Владимир Михайлович (1999)[1]
- Тарелкин Борис Исидорович (1999)[2]
- Яранов Евгений Герасимович (2000)[3]
- Тайгильдин Георгий Валерианович (2001)[4]
- Маклашин Борис Владимирович (2002)[5]
- Медведев Анатолий Васильевич (2002)[6]
- Яндубаев Сергей Васильевич (2007)[7]
- Таныгин Сергей Иванович (2015)[8]